# L'insaziabile
L'insaziabile (Ravenous) è un film western horror del 1999 diretto da Antonia Bird, ispirato agli episodi di cannibalismo che si verificarono nella seconda metà dell'Ottocento durante le spedizioni dei pionieri americani dirette in California.
Le vicende in questione riguardano infatti la fallita spedizione Donner e i delitti di Alfred Packer la cui storia ha offerto spunto ad altri film quali The Legend of Alfred Packer (1980), Cannibal! The Musical (1996) e Devoured: The Legend of Alfred Packer (2005).

## Trama
A metà del XIX secolo, durante la guerra fra Stati Uniti e Messico, John Boyd, un giovane capitano non propriamente coraggioso, viene trasferito in un fortino tra le gelide colline della Sierra Nevada, abitato da uno strampalato gruppetto di soldati. Una notte giunge al forte, quasi assiderato, un uomo di nome Colqhoun, il quale inizia a raccontare una terribile storia. Avventuratosi con altre cinque persone sulla via dell'oro, guidati dall'incompetente colonnello Ives che li porta su una strada sbagliata e il gruppo rimane bloccato da una tempesta di neve in una grotta per l'inverno, i sei si danno al cannibalismo tra di loro per sopravvivere, per primo divorando uno morto d'inedia. La situazione degenera quando Ives comincia a uccidere i compagni. Colqhoun fugge e giunge al forte, dove i soldati si sentono obbligati a raggiungere i presunti sopravvissuti alla strage. I nativi americani presenti nel forte lo associano alla figura del Weendigo della mitologia autoctona, un essere che si nutre di carne umana per carpire dalle sue vittime la forza che avevano in vita.
Giunti sul posto non si scoprono quattro scheletri ma cinque, incluso quello di Ives, quindi in realtà è stato Colqhoun a divorare tutti i suoi compagni, spingendo i soldati in una trappola in modo da imprigionarli e divorarli. Sfuggono alla trappola Boyd e Reich, che precipitano in una scarpata. Reich rimane ucciso, e Boyd, bloccato da una frattura esposta alla gamba, lo divora a sua volta per sopravvivere. Tornato al campo, una volta guarito e tacendo del suo atto di cannibalismo, racconta ai superiori l'accaduto. Non creduto ed emarginato poiché ritenuto folle, rimane di sasso all'arrivo del colonnello Ives, giunto per sostituire il precedente comandante in carica, Hart, ucciso da Colqhoun. Infatti Colqhoun ha preso l'identità di Ives, sebbene Boyd non riesca a provarlo.
Vengono uccisi gli altri occupanti del campo. Si scopre che Hart è ancora vivo e a sua volta è divenuto cannibale, spinto da Colqhoun/Ives che gli ha rivelato gli effetti benefici della carne umana nell'organismo: essa guarisce le malattie e rafforza chi se ne nutre, proprio come nella leggenda del Weendigo. Colqhoun, spalleggiato da Hart, tenta di convincere Boyd a formare un trio di cannibali, ma quest'ultimo non vuole piegarsi all'atrocità e, sotto le preghiere di Hart stesso, in preda ai rimorsi di coscienza per aver divorato i suoi compagni, lo uccide, fino alla lotta finale con Colqhoun, nella quale rimangono uccisi entrambi, spezzando la maledizione.